# 기독교대한성결교회유지재단
기독교대한성결교회유지재단은 기독교대한성결교회와 산하지교회 및 기관의 발전을 위하여 토지, 건물 및 설비품을 소유, 관리하며 필요한 자산 공급을 위하여 1924년 6월 16일 설립된 문화체육관광부 소관의 재단법인이다. 사무실은 서울특별시 강남구 대치동 890-56에 있다.

## 주요 사업
- 국내외 선교사업
- 교육사업
- 구호사업
- 사회사업 및 복지사업